# Noritake
Noritake Co., Ltd. (яп. 株式会社ノリタケカンパニーリミテド Кабусики-гайся Норитакэ Кампани: Римитэдо) — японская фирма по производству фарфоровой посуды, основанная 1 января 1904 года в селении Норитакэ, вблизи Нагои. Головной офис компании расположен в городе Нагоя. 
В 1939 году компания Noritake начала продавать промышленные шлифовальные круги на основе своей технологии отделки фарфора, предлагая решения для шлифования керамики и алмазов, а также абразивные материалы. В настоящее время кроме посуды производит керамическую плитку, стоматологический фарфор, люминесцентные дисплеи, тонкоплёночную керамику для электроники, оборудование для керамической промышленности.
Имеет филиал в Австралии.

## Изделия

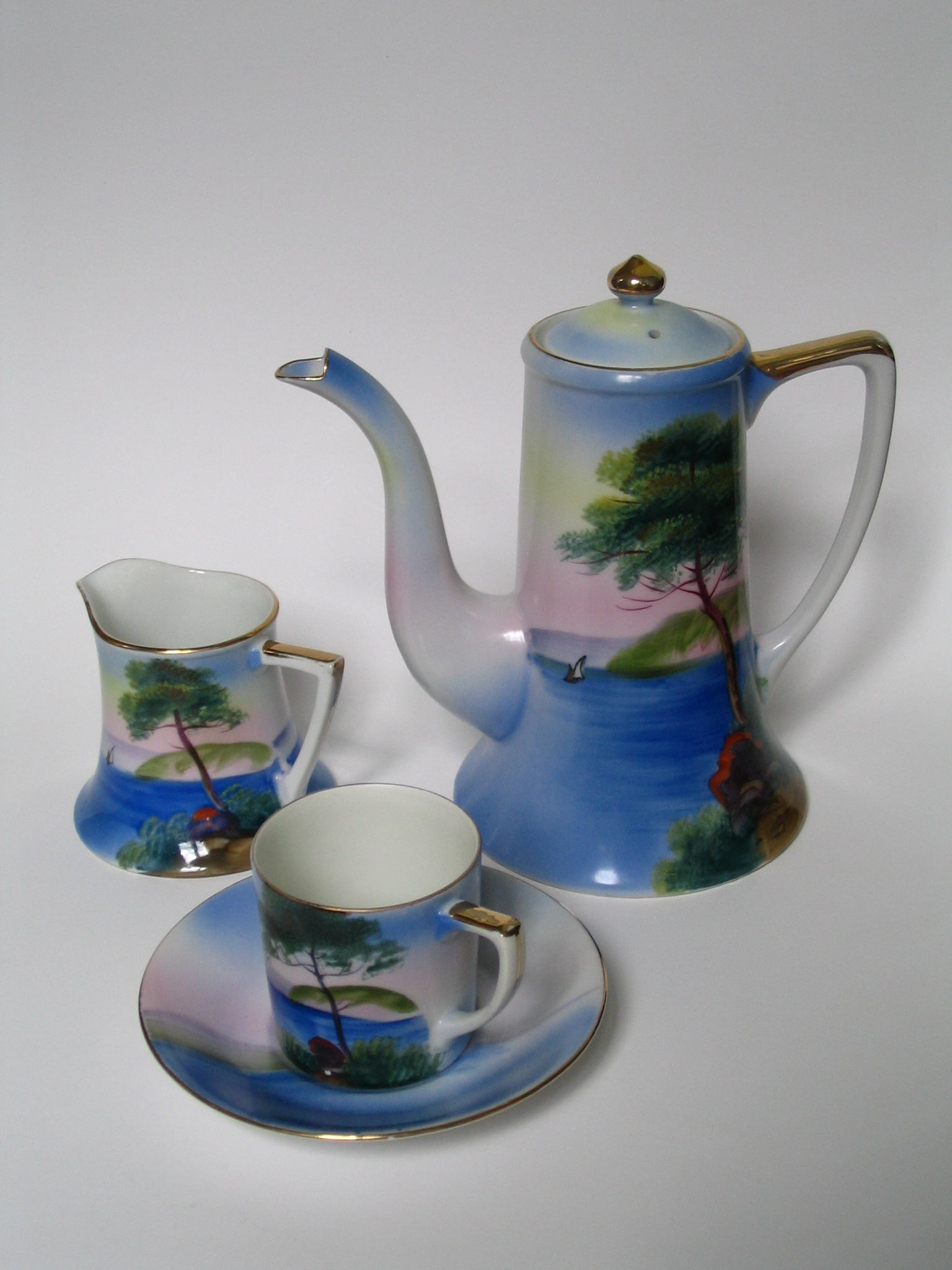
кофейный сервиз 1920-х годов
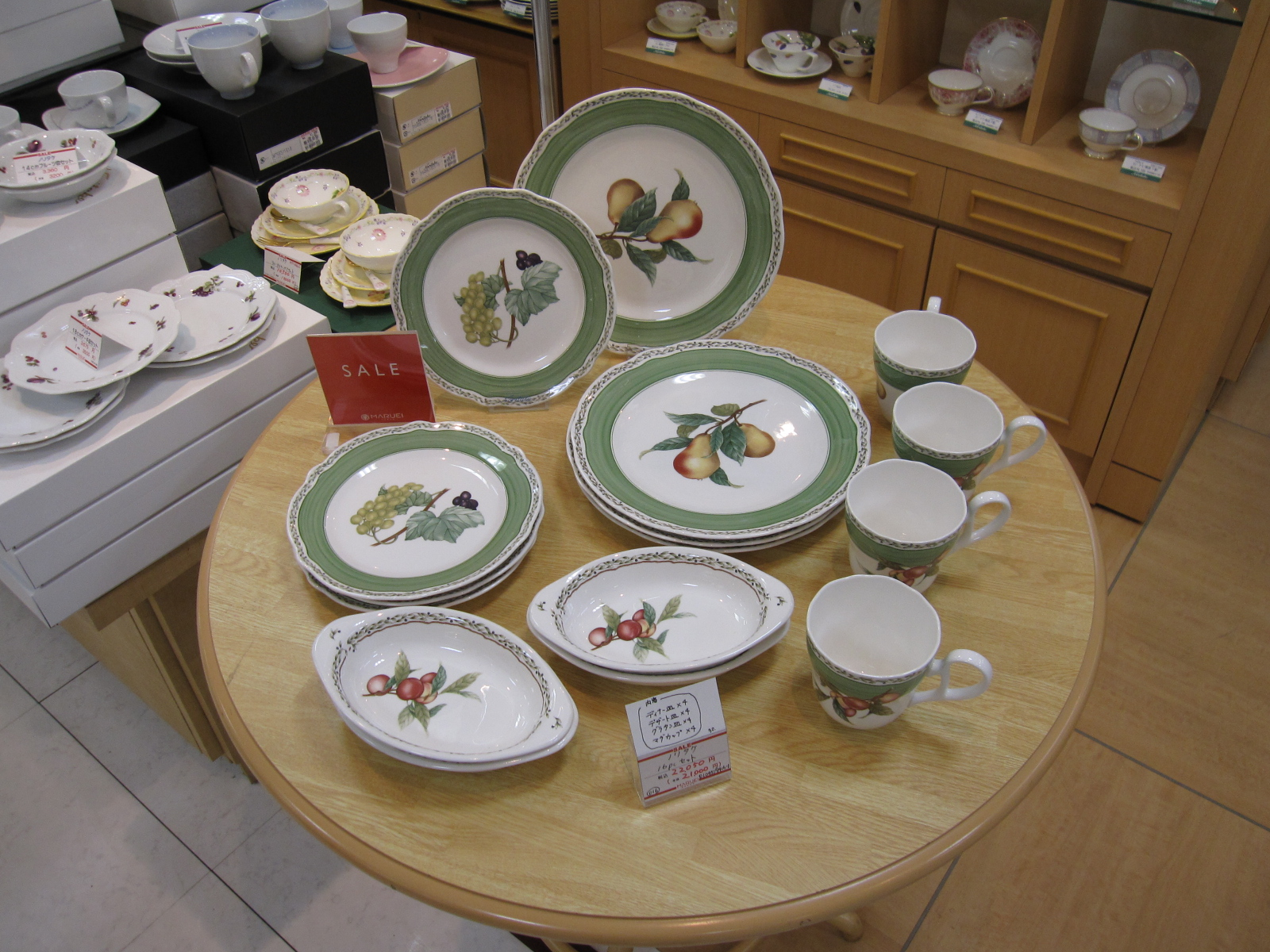
обеденная посуда в 2009 году
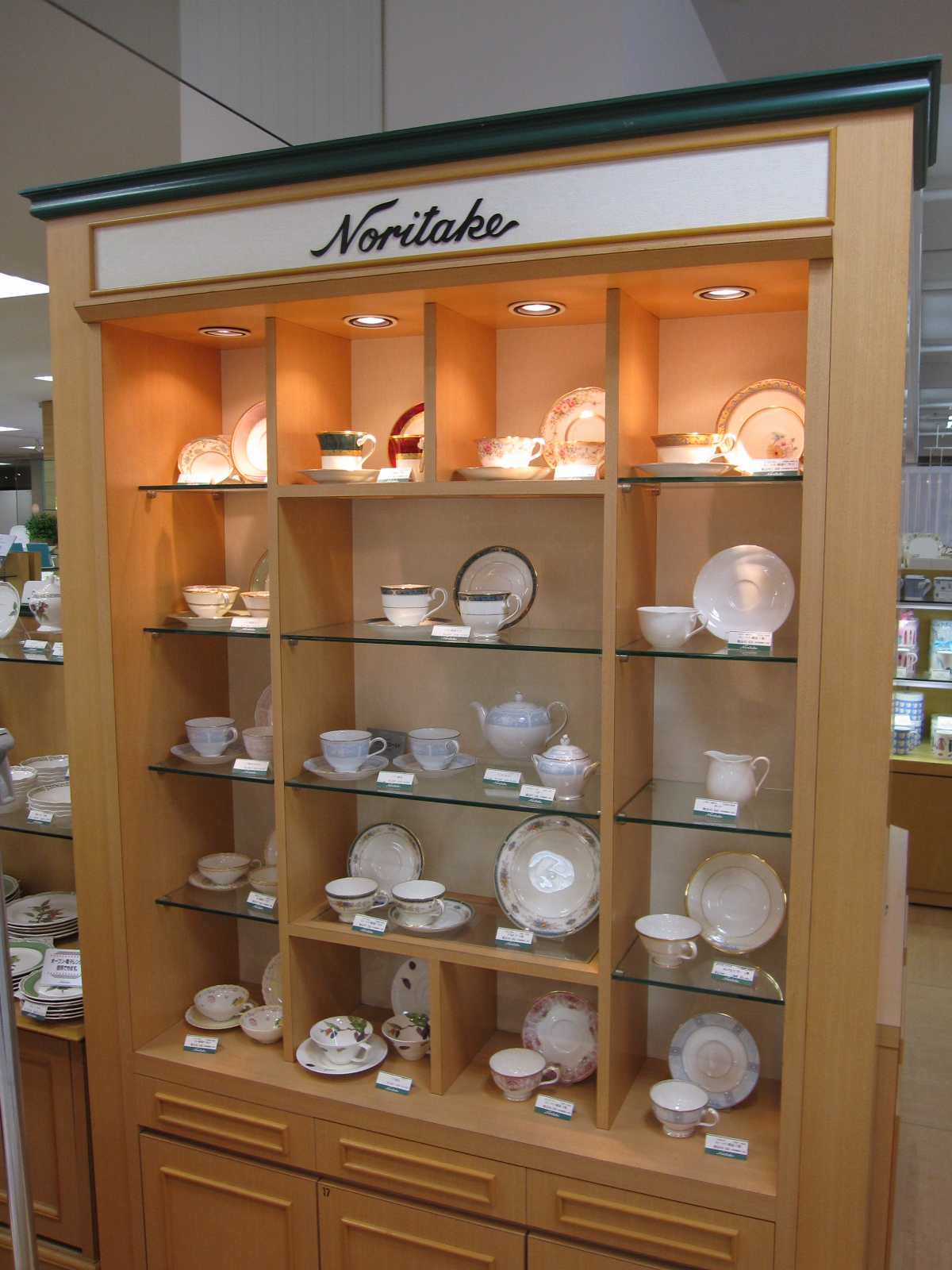
продукция Noritake на торговом стенде